# INRI
 Denne artikel omhandler en latinsk frase. For en film med titlen, se I.N.R.I..
INRI er forkortelsen af den latinske frase: "Iesus Nazarenus Rex Iudaeorum", som betyder "Jesus af Nazareth, jødernes konge".
Frasen findes i Det Ny Testamente i Johannesevangeliet, kapitel 19, vers 19, der i sin helhed lyder: 
"Pilatus havde lavet en indskrift og sat den på korset. Den lød: »Jesus fra Nazaret, jødernes konge.«"
De andre tre evangelier har lignende beskrivelser, men beskriver ikke samme indskrift på korset. Mattæusevangeliet angiver "Det er Jesus, jødernes konge" (kap. 27, v. 37), Markusevangeliet angiver blot "Jødernes konge" (kap. 15, v. 26), og Lukasevangeliet nævner "Han er jødernes konge" (kap. 23, v. 38).
I nogle af de ortodokse kirker ser man undertiden varianten INBI, der svarer til den græske udgave af teksten, Ἰησοῦς ὁ Ναζωραῖος ὁ Bασιλεὺς τῶν Ἰουδαίων.
I den kristne tradition finder man ofte forkortelsen angivet på krucifikser og lignende religiøse genstande.
- Wikimedia Commons har flere filer relateret til INRI

| Religion | Spire Denne religionsartikel er en spire som bør udbygges. Du er velkommen til at hjælpe Wikipedia ved at udvide den. |